# Liste der Siedlungen auf den Britischen Jungferninseln

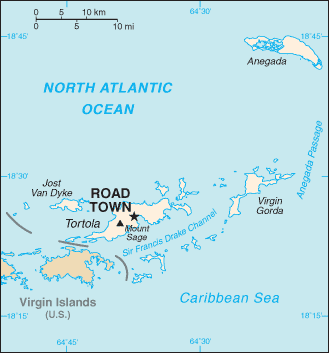
Karte der Britischen Jungferninseln. Road Town auf der Hauptinsel Tortola ist hervorgehoben.

Die Liste der Siedlungen auf den Britischen Jungferninseln gibt einen Überblick über alle Orte der Inselgruppe. Es gibt keine Städte auf den Inseln. Hauptort und einwohnerreichste Ortschaft ist  Road Town, zweitgrößter Ort ist Spanish Town.
| Name der Siedlung | Insel         |
| ----------------- | ------------- |
| Great Harbour     | Jost Van Dyke |
| Great Harbour     | Peter Island  |
| Parham Town       | Tortola       |
| Road Town         | Tortola       |
| Spanish Town      | Virgin Gorda  |
| The Settlement    | Anegada       |